# Снетцы
Снетцы — деревня в Крестецком районе Новгородской области, входит в состав Усть-Волмского сельского поселения.

## География
Деревня Снетцы расположена на левом берегу реки Далевец, в 0,8 км к западу от деревни Далево, в 12 км к северу от федеральной автомагистрали «Россия» М10 и деревни Вины, в 13 км к западу от деревни Усть-Волма, в 31 км к северо-западу от посёлка Крестцы.

## История
Отмечены на картах 1788(лист 26), 1826—1840 годов.
В 1908 деревня Снетцы относилась к Устьволенской волости Крестецкого уезда Новгородской губернии с центром в деревне Любцы. В деревне было 45 дворов и 44 дома с населением 281 человек. Имелись часовня и частная лавка.
Деревня Снетцы относилась к Винскому сельскому поселению.
В 2010 деревня Снетцы вошла в состав Устьволмского сельского поселения, которое в 2016 было переименовано в Усть-Волмское сельское поселение.

## Достопримечатльности
В 6 км к востоку от деревни Снетцы, за деревней Холова, расположена одна из православных святынь района и области — место под названием Точенка (Ключ-крест) — здесь построена часовня, обустроена купальня, в праздник ильинской пятницы, считающегося престольным в Холовском краю, верующие собираются у часовенки, молятся, ставят свечки, исповедуются, причащаются. В самой деревне также выстроена часовенка. В деревне Снетцы сохранились руины дома 1930-х годов, в котором проживал ветеран Великой Отечественной войны Алексей Васильевич Борисов, дом отмечен звездой. После смерти Борисова в 1982 году в нём жили его вдова Мария Алексеевна и двое сыновей Алексей и Иван. Иван погиб в 1989 году, разбившись на тракторе, повторив трагическую судьбу другого брата Николая. Дочь Алла жила а Волгодонске, выйдя замуж за военного. Алексей в 1986 году женился на учительнице, уроженке п. Пролетарий Надежде Андреевой. После пожара школы в соседнем Далеве семья уехала оттуда. Мария Алексеевна жила в Снетцах до 2000 года, после чего внук, сын Аллы Игорь забрал её в Приозерск Ленобласти. Не сойдясь с нею характером, он отвез её в г. Великий Новгород, где она жила у тетки. Тетка не потерпела долго присутствия чужого человека и без основания увезла её в г. Валдай, в Короцко, где та и скончалась в 2002 году. После этого в семье Борисовых случился разлад из за пьянок, и Алексей был выдворен в Снетцы, где совершенно вынес все из дома за бутылку, затем скитался по соседям. Вернулся в семью он только спустя 4 года. Дом так и остается в разрушенном виде. Предпринимались несколько попыток пробраться под руины и забрать старые фото, но это пока не представлялось возможным. На могилу Марии Алексеевны приезжают её близкие. в 2017 году, в сентябре, на могиле Николая был заменен крест на новый по причине того, что на крест упало дерево и погнуло его, а также покрашены старые кресты на могилах Ивана и его отца Алексея, а также Василия, который прошёл всю войну. На том же кладбище у реки Холовы погребена умершая в 2003 году от тяжелой болезни Вера Подгорная, ей поставлен надгробный памятник. Там же находится захоронение героя Афганской войны Олега Громова, чьи родственники проживали ранее в Ольховке, а в Далеве живёт сестра Олега Ольга, библиотекарь.
На Точенке установлен большой поклонный крест с надписью СИМ ПОБЕДИШИ.

## Легенды
В 200 м от ключа в сторону деревни Хотоли глубоко в земле зарыт большой камень